# Čitluk (żupania splicko-dalmatyńska)
Čitluk – wieś w Chorwacji, w żupanii splicko-dalmatyńskiej, w mieście Sinj. W 2011 roku liczyła 488 mieszkańców.